# Euaresta toba
Euaresta toba es una especie de insecto del género Euaresta de la familia Tephritidae del orden Diptera.

## Historia
Lindner la describió científicamente por primera vez en el año 1928.